# PC-VAN
PC-VAN（ピーシーバン）は、日本電気株式会社（通称：NEC）が運営していたパソコン通信サービスである。1986年4月26日に運営を開始し後に有料化された。商用化された日本の有料パソコン通信プロバイダの中では最古の分類に入る。
同社の付加価値通信網C&C-VAN（Computer & Communications VAN、のちのNEC-NET）の主に夜間の、回線の空きを個人向けに開放したサービスである。一般的な電子掲示板と、SIGと呼ばれた特定話題電子掲示板、それに電子メールやOLT（チャット）、OSLなどが主要なサービス。BIGLOBEと統合の後、2001年1月31日をもって15年にわたるパソコン通信サービスを中止、2003年3月31日にはインターネットに移行したSIGサービスを含め全て廃止され、17年の歴史に幕を降ろした。

## 構成

### 電子メール
PC-VANにログインした時点で電子メールが届いていると「ピッ」という電子音と共に「【到着】」と表示された。この「ピッ」音は初期のパソコンのエスケープシーケンスでビープ音を鳴らすもので、ログイン後に音で電子メールの有無を知らせる機能であった。電子メールの送受には専用のエリアが設けられ、ジャンプ用キーワード使ってエリアに入る方法と、メニューを辿って入る方法の二通りがあった。しかし送信に限っては、掲示板の発言を読んだ後に書き込んだ人に対して送る方法もあった。宛名にはアクセスアカウント（ID）を指名したが、テキストだけでなくバイナリデーターも送ることができた。またメールの保存期間は最大三ヶ月で、送信したメールを相手側が読んだかどうかを知ることもできた。当初はPC-VANのIDを持つ相手としか送受できなかったが、後にはニフティとの相互乗り入れによって、ニフティのIDを持つ相手とも送受できるようになった。更にはインターネットのメールアカウントとの間でも送受が可能になったが、この時点で、アクセスアカウント以外に、任意のネームをメールアカウントの別名として用いられるようになった。

### 電子掲示板
電子掲示板は、掲示板とSIG（Special Interest Group）に大別できる。掲示板は一般掲示板、テーマ別掲示板、地域別掲示板に別れ、これらは更に細分化していたが、会話が積極的に行われたのは、一般掲示板のフリーボード（FREE）と、地域掲示板の都道府県別掲示板であった。発言の保存期間は、当初最大三ヶ月であったが、LADY紛争の最中に、1週間若しくは発言数が1000に到達した時点に変更された。片やSIGでは、発言数が4000に達するまで保存されたが、不活発なSIGでは古い発言までも残されてしまうことから、後に期間限定が取り入れられた。発言文字数は共に1桁全角40字までだったが、行数は掲示板では100行まで、SIGでは200行までに制限されていた。それぞれの電子掲示板にはメインメニューから辿っても行けたが、電子掲示板ごとに付けられたキーワード（ジャンプ用キーワードという）をタイプして、直接目的の掲示板に入る方法も使われた。また掲示板は利用形態ごとに分けられていたが、会話を前提としない、アダルトビデオを始めとした宣伝がフリーボードなどに掲げられ、年を追うごとに増加したが、運営事務局は対応に積極的ではなかった。

### SIG
PC-VANにはSIGが用意され、これが目玉であった。詳しくはSIGを参照。

### OLT（オーエルティー/オルト）
PC-VANではチャットをOLTと呼んでいたが、OLTはOn-Line Talkの略とされた。OLTは一般とSIG内OLTに分けられ、前者は当初30チャンネルで開設されたが、その後の需要に応じる形で、最大50チャンネルまで増加した、後者は通常1チャンネルであった。また、待ち受け用途として、「OLT広場」との名の電子掲示板が併設されていたものの、OLTとは関係なくして使われることもあった。OLTの機能の中にはSC(SCrunble/スクランブル)という機能があり、これは現在のmixiのように特定の会員間のみの発言だけが表示され、SCの中の会話分については、同じチャンネルに入室している会員であってもその内容を閲覧できない。SCを利用したい会員の一人がスクランブルーコード（4桁の暗証番号）を設定し、コードが一致することによって当該スクランブルへの入室が許可される。SCは入室することによって同等の権利を有しており、最初にコードを設定した会員が退室もしくはログオフを行っても、当該SCに会員が一人でも残存していればそのSCは継続され、最終的に当該SCから全会員が退室して初めて、スクランブルが解除された。
OLTは一般会員は当時2000円の固定料金には含まれず、1分10円の有料、SIGのオペIDで入ると無料だったため、たびたび会員間でトラブルを起こした。同社は明確な基準を示さなかったが、後にSIGのオペは無料、サブオペは一般OLTと他SIGのOLTは有料、自己のSIGのOLTのみ無料という策を講じたが、根本的な解決にはならなかった。

### OSL(オーエスエル）
OSLは、On-line Software Libraryの略で、ソフトウエアやデーターなど、バイナリファイルのアップロードとダウンロードの場として用意された。一般とSIG内OSLに分かれていたが、ダウンロードには別途課金されたため、ISHという名のソフトウエアを使い、バイナリを文字として表示できるコードに変換して、掲示板にアップロードする方法も用いられた。
MS-DOSの時代のOSLはウイルス混入事件も少数あったが、一番のトラブルは著作権の扱いであった。当初はOSLの名称では無くて、PC-VAN内でPDS（Public Domain Software）と公然と呼称していた。的確な日本語は無いが公共が所有するソフトウェア、つまり、誰にも著作権が無いソフトウェアの概念である。もちろんPDSは日本の著作権法では規定がない「著作権の完全放棄」を前提とした呼称であり、PC-VAN以外からも反発が相次ぎ、OSLの名称に変更になった。（PDSは当時決して特殊な言葉ではなく一般的であったが、上記の著作権法上の問題から反発を覚えるユーザも潜在的に多い情勢であり、PC-VANを引き合いに出して批判する者もいた。現在もそれほど好意的に扱われる用語ではない）
このOSLの最大規模を誇ったSIG「GV」（グローバル・ビレッジ）が著作権に配慮しない無差別コピー志向だったため、OSL関連の新SIGに分裂していくことになる。アップル社のOSの差分公開を期限前にアップロードした時（SIGOPは「アップルと合法的に文書で契約し、配布しています」と確かに書き込んでいた）には、批判に堪えかねた常連ユーザからいっそ名言とも称すべき「ハードを売るならOSは無料でつけるべきだ」の発言が該当SIGであった。
同規模であり歴史も同程度に長いチアリSIGではさすがにここまで露骨な問題はなく名称「OSL」への移行もスムーズに進んだものの、その後やはり著作権の問題で月刊とも称すべき荒れた状態が発生した。

### クラブ・サークル
SIGの電子掲示板内でトラブルが発生すると、多くのSIG-OPから「じゃぁ、別なSIGを作れば良い」等の反論が出た。当然と言えば当然の発言だが、当時のPC-VANでは新しいSIGの開設を安易に認めなかった。特にSIGのテーマが「平和」等の個人の主観に依存するテーマのSIGではこの種の論争が絶え間なかった。SIGの既得権益を擁護する立場と見られたくない事務局は、追加料金を支払うことによって自由にメンバー制のSIGもどきを提供するサービスを始めた。これがクラブおよびサークルで、書き込みの蓄積規模、参加可能メンバー数でクラブ>サークルの構造で提供された。開設にあたっては、クラブが1ヶ月200円、サークルが同2000円を支払う。
優良なクラブ・サークルはSIGへ昇格すると言う触れ込みだったが、結果的には実現しなかった。同様に、お試しSIGも審査の上提供されたが、もはやパソコン通信の終焉期にPC-VAN事務局の打つ手はことごとく外れた。しかし同一の機材で法人向けサービスを提供していたため、1995年頃には止めるに止められない事態が続いた。

## ハンドル
会員個々はハンドルを設定できたものの、当初は初回使用時にいきなり質問され、1回だけ設定できる（しかも後で変更できない）という厳しいものだったが、いつの間にか回数の制限なく変更が可能になった。また、この設定したハンドルは会員情報の検索で調べられたが、設定した以外のハンドルを使う人もいた。しかし別人に成りすまそうと別ハンドルを名乗る人がいても、会員情報を調べられれば一発で正体が発覚した。そのため複数のIDを入手する人もいた。またハンドルを何度も替える人や、同じハンドルを使い続ける人など色々だったが、ハンドルに思い入れがある人ほど一貫して同じハンドルを使い続けた。
OLTにおいてはハンドルネームでの参加が基本で、OLTに参加するごとにハンドルネームの入力を促された。多くのOLT愛好者は上記ハンドル同様に、各人のハンドル自体がアイデンティティと同一化していたため、前回のハンドルネームをそのまま入力して参加した。 ちなみにPC-VANのOLTでは、ハンドルネーム変更の画面で改行コードのみを入力すると、前回利用していたハンドルネームが表示されるシステムとなっていた。

## PC-VAN文化
管理志向が強かったニフティサーブとは異なり、放任に近かったPC-VANでは自由風土が根付いた。ために文化面においても、ニフティサーブとは異なった文化が誕生し、文化が継承されていったものの、PC-VAN末期に近づくに従い、独自の文化は必ずしも優勢ではなくなった。

### 背景
文化は風土の影響を受けるが、PC-VANの風土はニフティとは幾つかの点で違っていた。第一として、PC-VANでは運営事務局の対応が消極的であった。これはよく言えば放任だが、実際には運営事務局がトラブルに巻き込まれるのを恐れ、積極的な介入は務めて避けようとしていた。第二として、発言削除や会員排除機能が、当初はSIGの主催者用IDに付加されていなかったことである。そのため、問題ありとされた発言でも簡単に削除することはできず、発言削除は書き込んだ当人の意思によるか、運営事務局に依頼しての削除しか方法がなかった。しかし先ほど述べたように、運営事務局は介入に積極的ではなかったことから「書き込んだ当人の同意なしに削除の道はない」というのとほぼ同義であった。そういった中で、SIG「チアリコンピュータワールド」は唯一の例外で、削除機能が早い段階で付与されていた。
このような状態は「言論の自由」が保障されていたにも等しいが、かと言ってそのまま打ち捨てられていたわけではない。おかしな発言をする人は叩かれる定めであったし、村八分同然の状態に置かれてしまうこともあった。そのため結果的に、自主削除に追い込まれるにしても、「内容に関わらず発言の機会は保証する」といった考えに結びつくことにもなった。
SIG主催者の中には発言削除機能の付加を求める声があったものの、色よい返事は返されなかった。しかし「LADY紛争」の最中に、運営事務局は全SIGの主催者IDに、削除機能を一斉に付与した。これに対しては戸惑いが見られ、削除機能などいらないと申し立てるSIG主催者や、管理に苦労するので返したいと主張するSIG主催者など様々であった。また削除機能を使うに当たって、事前に削除条件を定めるよう通達され、それぞれのSIGにおいて削除方針が定められたが、削除可否について延々と討論が繰り広げられることも少なくなく、時には不用意に削除したために、吊るし上げられる場合もあった。後には、参加者排除機能も付与されたが、これについては申告制で、削除機能付与の時と同様にして、排除機能行使についての方針の定めが求められた。

### 論争
PC-VANでは「ネットの中の事はネット内で解決する」が不文律とされ、徹頭徹尾論に徹することが求められた。そのため、論争技術が発達して、駆け引きやレトリックが日常化し、また罵倒に付いても磨きがかけられた。そして実力至上主義が大勢を占めたことから、才能ある論者と以外の人との格差が際立った。一方、ニフティサーブでは、事あるごとに実名晒しが行われ、論争を終わらせる方法が選択されることが少なくなかったため、論争技術はあまり発達しなかった。
文化が異なれば、一方で是とされる事がもう一方では非とされることもある。ニフティサーブから流れてきたAKITSU=☆=ALPHAは、当初「NIFTY一の論客」と紹介された。しかし、実力至上主義のPC-VANでは、肩書きに敬意を示されるどころか、実力を見通され、その程度の論者として扱われた。AKITSUはある時、論争相手のたねりから電話番号まで公開された。これは「相手（たねり）から『メールで教えろ』と言われたので公開は拒否する」との条件付きで伝えたものが、約束を破って公開されたものであった。しかしAKITSUはそれを逆手に取り「たねりホットライン」として「いたずら電話の内容はたねりの責任なので全て公開」とし、たねりがAIDS感染して風俗でウイルスをばらまいているなど、電話番号公開と同等の「無責任情報」として公開。そのためたねりは事務局に「AIDS差別だ」と訴え、AKITSUの行為を非難した。このたねりの行為は従来「古参」たちが忌み嫌っていた「事務局泣き付き」として批判するメンバーもいたが、AKITSUの理屈に対して不快感を持つ「古参」参加者がその「しきたり」を翻したことにより、古参のたちの「御都合主義」体質を炙り出すこととなった。

### 自己責任
PC-VANでは「自己の言動責任を放棄しない」ことについても不文律とされ、自己では対処不能となりPC-VAN運営事務局に話を持っていくことは、「事務局に泣きついた」として蔑まれた。ニフティサーブから流れてきたAPIは、ある時、ともと関わりを持った。そして暫くの間、ともとやり取りしていたが、ともが自身の思いのままにならないことに気づき、PC-VAN運営事務局に話を持っていった。その結果、ともは ID剥奪になった。ともの姿が見えなくなったことが掲示板のメンバーの話題に上がった後、APIはPC-VAN運営事務局に話を持っていったことを明らかにした。しかしAPIの思惑通りに賛同されるどころか、「自身で対処できないことに手を出しておきながら・・」などと非難の嵐になった。ニフティサーブでは、自分の手に負えないことは、運営事務局に話を持っていくのが日常化していたためと推察できるが、このような点から「ニフティ幼稚園」と揶揄されることもあった。

### 文化の翳り
1993年、新入会員のためのPC-VAN事務局直轄フォーラム「わかばマーク（WAKABA）」が開設された。1987年当時の第一期SIGオペが相次いでも燃え尽き症候群でPC-VANを去ったこともあり、新規加入者にとっては各SIGの常連さんのハードルは高く、そのような入門者を集め、教える目的で開設されたのがWAKABAであった。そして既存のSIGへと連動していくこと想定されてはいたものの、既存文化の継承が考慮されていなかったため、旧会員との間とで軋轢が生じ、「わかばもの」なる侮蔑語も発生した。そのため、初心者同士が集まってWAKABA文化を創る結果ともなった。WAKABAにたむろするWAKABAモノは、「卒業してくれ、もうここに書いてはいけない」となって反発されるが、WAKABAモノにはパソコン通信の開拓者の気概は無いので「そんなもんかなぁ」と離れていく。1988年の有料化で3万人にまで減ったと言われたPC-VAN会員だが、その後100万人（法人契約を含む）まで回復したものの、文化の方向性を見失った時代がWAKABAから始まった。

### 用語
主に、PC-VAN早期からの会員で使われた用語がある。
- RAM - 書き込みと読むの両方を行う人。出所は不明だが、会員数の1割と言われた。
- ROM - 読むだけの人。
- MSG - 発言を意味する。

## 女性会員
1990年代の中期頃、女性会員は3割ないし4割を占めると言われたが、開局まもない1980年代末では2%程度であった。一部のSIGにおいて「女性優先ボード」を設けているところはあったものの、女性を引き寄せるような方針は特に打ち出されていなかった。それに対し、ニフティでは「LADYフォーラム」が存在していたことから、PC-VANにおいても同様のものを作ろうという動きが出てきた。
SIG「QLD画像通信」には、「美容室」という名の女性優先ボードがあった。ここに集う女性たちは、SIG主催者であった魔女に相談し、「美容室」を独立させて新しいSIGを作ることを決め、運営事務局に申請書を提出した。運営事務局はPC-VANの発展のためには、女性会員の目玉も必要ということで申請を許可した。その結果、1989年5月に、SIG-OP及びSUB-OPは全て女性のSIG-LADYが開設し、運営事務局はPC-VANの広告を出すときには、SIG-LADYの宣伝文も含め売りのひとつとするようになった。しかし後に発生したLADY紛争によってSIG運営が問題にされ、また対処の甘さが更に問題を複雑化させ、ついには収拾がつかなくなり閉鎖になった。この理由はニフティサーブのフォーラムがオペによる承諾制を取っていたので不良会員の排除が可能であったが、PC-VANのSIGは当時承諾制がなく、誰でも書き込みができた。結果LADYの掲示板には見るに耐えられないメッセージが多数書き込まれた。このLADY紛争に付いては「AERA」や「日経パソコン」などで紹介されたが、以後同様なSIGが作られることはなかった。

## OLT訴訟
- 1994年5月 原告PONYTAILが東京地方裁判所に提訴 被告：Terra（後に天籟と改名） 日本電気株式会社
- 1996年10月 原告と日本電気株式会社が和解 ここから訴訟はPONYTAILとTerra単独の争いとなる
- 1997年12月 第一審判決（東京地方裁判所） 原告の請求を棄却
- 1998年
  - 1月 原告 第一審判決を不服として東京高等裁判所に控訴
  - 6月 第二審判決 第一審の判決を支持 原告は上告せず敗訴が確定した。

参照：PC-VANチャット・ログ事件第一審判決